# Зеліксон Лазар Самійлович
Лазар Самійлович (Лейзер Шмуїлович) Зеліксон (1883, містечко Веліж Вітебської губернії, тепер місто Смоленської області, Російська Федерація — ?) — радянський діяч, революціонер, голова Ленінградської губернської контрольної комісії РКП(б). Член Центральної контрольної комісії РКП(б) у 1924—1925 роках. Член ЦВК СРСР.

## Життєпис
Народився в багатодітній єврейській родині кустаря. Навчався в Харкові.
У 1903—1904 роках вів нелегальну революційну роботу в Ліфляндській губернії та місті Ризі.
Член РСДРП з 1904 року.
У 1904 році затриманий поліцією в садибі Жирославлі Костромської губернії, але звільнений через відсутність доказів. Знову заарештований 17(30) січня 1905 року в місті Іваново-Вознесенську під час страйку на заводі Анонімного Товариства і Калашнікова та на ситцевій фабриці Полушина. Був перевезений до міста Владимира, де сидів у губернській в'язниці до липня 1905 року.
Після виходу із в'язниці вів революційну роботу у Владимирі та Нижньому Новгороді, де був заарештований в 1907 році. У 1912 році на деякий час виїхав із Російської імперії, проживав закордоном.
У 1917 році — агітатор, член Рождественського районного комітету РСДРП(б) міста Петрограда. Учасник Жовтневого перевороту 1917 року в Петрограді.
Працював завідувачем відділу народної освіти в Петрограді.
З листопада 1921 року — член Північної обласної економічної наради.
У 1923—1924 роках — керуючий Петроградського відділення Народного комісаріату робітничо-селянської інспекції.
У травні — листопаді 1924 року — голова Ленінградської губернської контрольної комісії РКП(б) — робітничо-селянської інспекції.
У 1927—1929 роках — у Нижньогородському губернському комітеті ВКП(б). У 1930—1931 роках — у Нижньогородському крайовому комітеті ВКП(б).
Подальша доля невідома.